# Seznam barcelonských biskupů a arcibiskupů
- Pretextat (ca. 347)
- Pacián z Barcelony (ca. 391)
- Lampi (ca. 400)
- Sigisari (ca. 415)
- Nundinari († 465)
- Agrici (ca. 517)
- Nebridi (ca. 540)
- Patern (ca. 546)
- Ugern nebo Ugno (ca. 580–599)
- Emila (ca. 600–633)
- Ola (ca. 634–638)
- Quirico (ca. 640–666)
- Idacio nebo Idali (ca. 666–689)
- Laulfo (ca. 689–702)
- Johannes (ca. 850)
- Ataúlfo (ca. 850–860)
- Frodoí (ca. 861–890)
- Teoderico (hacia 904–† 937)
- Guilara (ca. 937–† 959)
- Pere (ca. 962–973)
- Vives (974–995)
- Aecio (995–1010)
- Deudat (1010–1029)
- Guadall Domnuç (1029–1035)
- Guislabert (1035–1062)
- Berenguer (1062–1069)
- Umbert (1069–1095)
- Bertran (1086–1095)
- Folc II. de Cardona (1096–1099)
- Berenguer Bernat (1100–1106)
- Ramon Guillem (1107–1114)
- Olegario Bonestruga (1116–1137)
- Arnau Ermengol (1137–1143)
- Guillem de Torroja (1144–1171)
- Bernat de Berga (1172–1188)
- Ramón de Castellvell (1189–1199)
- Berenguer de Palou I. (1200–1206)
- Pere de Cirac (1208–1211)
- Berenguer de Palou II. (1212–1241)
- Pere de Centelles (1241–1252)
- Arnau de Gurb (1252–1284)
- Guerau de Gualba (1284–1285)
- Bernardo Pelegrí (1288–1300)
- Ponç de Gualba (1303–1334)
- Ferrer d'Abella (1334–1344)
- Bernat Oliver (1345–1346)
- Miquel de Ricoma (1346–1361)
- Guillem de Torrelles (1361–1369)
- Berenguer d'Erill (1369–1370)
- Pere de Planelles (1371–1385)
- Raimon d'Escales (1386–1389)
- Joan Ermengol (1389–1408)
- Francesc de Blanes (1408–1410)
- Francisco Climent Sapera (1410–1415)
- Andreu Bertran (1415–1419)
  - Francisco Climent Sapera (1420–1429), apoštolský administrátor
  - Andreu Bertran (1431–1433), administrátor
- Simó Salvador (1433–1445)
- Jaume Girard (1445–1456)
- Joan Soler (1458–1463)
- Joan Ximenis Cerdà (1464–1472)
- Rodrigo de Borja i Escriva (1472–1478)
- Gonzalo Fernández de Heredia (1478–1490)
- Pere García (1490–1505)
- kardinál Enrique de Cardona y Enríquez (1505–1512)
- Martín García Puyazuelo (1511–1521)
- Guillén Ramón Vich y Valterra (1519–1525)
  - kardinál Silvio Passerini (1525–1529) administrátor
- Luis Cardona (1529–1531)
- Juan Cardona (1531–1546)
- Jaime Casador (1546–1561)
- Guillermo Casador (1561–1570)
- Martín Martínez de Villar (1573–1575)
- Joan Dimas Loris (1576–1598)
- Alfonso Coloma Sa (1599–1603)
- Rafael Rovirola (1604–1609)
- Juan de Moncada (1610–1612)
- Luis Sans Códol (1612–1620)
- Joan Sentís y Sunyer (1620–1632)
- García Gil Manrique (1633–1655)
- Ramón Senmenat Lanuza (1655–1663)
- Ildefonso de Sotomayor (1664–1682)
- Benedicto Ignacio de Salazar (1683–1691).
- Manuel de Alba (1693–1697)
- kardinál Benito de Sala y de Caramany (1698–1715)
- Diego de Astorga y Céspedes (1716–1720)
- Andrés de Orbe y Larreátegui (1720–1725)
- Bernardo Jiménez Cascante (1725–1730)
- Gaspar de Molina y Oviedo, O.S.A. (1731–1734)
- Felipe Aguado Requejo (1734–1737)
- Francisco del Castillo y Veintimiglia (1738–1747)
- Francisco Díaz Santos y Bullón (1748–1750)
- Manuel López Aguirre (1750–1754)
- Asensio Sales (1754–1766)
- José Climent Avinent (1766–1775)
- Gabino Valladares Mejía, O.Carm. (1775–1794)
- Eustaquio Azara, O.S.B. (1794–1797)
- Pedro Díaz Valdés (1798–1807)
- Pablo Sitjar Ruata (1808–1831)
- Pedro Martínez San Martín (1832–1849)
- José Domingo Costa Borrás (1850–1857)
- Antoni Palau i Térmens (1857–1862)
- Pantaleón Montserrat Navarro (1863–1870)
- kardinál Joaquim Lluch i Garriga, O.C.D. (1874–1877)
- José María Urquinaona y Bidot (1878–1883)
- Jaume Català i Albosa (1883–1899)
- Josep Morgades i Gili (1899–1901)
- Salvador Casañas i Pagès (1901–1908)
- Juan José Laguarda y Fenollera (1909–1913)
- kardinál Enrique Reig Casanova (1914–1920)
- Ramon Guillamet i Coma (1920–1926)
- Josep Miralles i Sbert (1926–1930)
- Manuel Irurita (1930–1936)
  - Miguel de los Santos Díaz Gómara (1939-1942), biskup cartagenský, apoštolský administrátor
- Gregorio Modrego Casaus (1942–1967)

## Arcibiskupové (od roku 1964)
- kardinál Marcelo González Martín (1967–1971)
- kardinál Narciso Jubany Arnau (1971–1990)
- kardinál Ricardo María Carles Gordó (1990–2004)
- kardinál Lluís Martínez Sistach (2004-2015)
- kardinál Juan José Omella Omella (od 2015)